# شهرستان ییلیانگ (ژاوتونگ)
شهرستان ییلیانگ (به انگلیسی: Yiliang County) یک شهرستان در چین است که در ژاوتونگ واقع شده‌است. شهرستان ییلیانگ ۲٬۸۸۴ کیلومتر مربع مساحت و ۵۵۰٬۰۰۰ نفر جمعیت دارد.